# Cierre del espacio aéreo de Filipinas de 2023

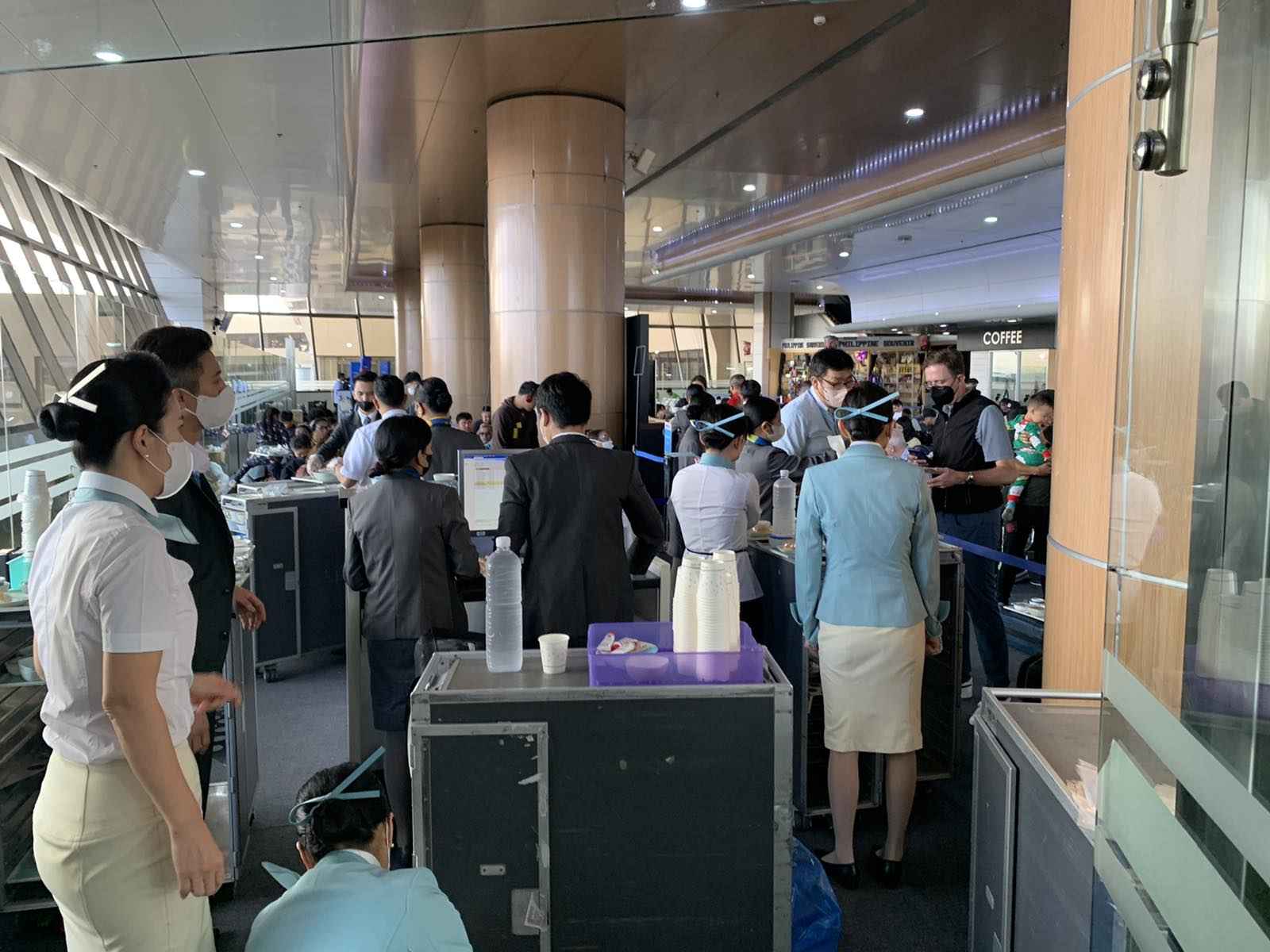
El personal de Korean Air distribuye comida y bebidas desde los carritos de servicio a los pasajeros de vuelos retrasados en el Aeropuerto Internacional Ninoy Aquino durante el cierre del espacio aéreo filipino causado por problemas técnicos de la Autoridad de Aviación Civil de Filipinas el 1 de enero de 2023.

El cierre del espacio aéreo de Filipinas de 2023 inició alrededor de las 9:50 a. m. del 1 de enero de 2023 PHT (1:50 a. m. UTC), cuando la Autoridad de Aviación Civil de Filipinas detectó problemas con su Centro de Gestión de Tráfico Aéreo en Pásay, Metro Manila. Los problemas eléctricos desconectaron las radios y los radares del centro. Poco después, casi todos los vuelos hacia los principales aeropuertos del espacio aéreo filipino fueron retenidos o desviados. Al mediodía, no había aviones comerciales en el aire dentro del espacio aéreo filipino. Alrededor de 282 vuelos hacia y desde varios aeropuertos filipinos y más de 56 000 pasajeros, muchos de los cuales viajaban hacia o desde el país después del día de Año Nuevo, se vieron afectados.
Los problemas eléctricos se remontan a la subestación eléctrica de la Terminal 3 del Aeropuerto Internacional Ninoy Aquino (NAIA). El servicio fue parcialmente restaurado a las 4:00 p. m. más tarde ese día, y completamente restaurado a las 7:45 p. m.

## Antecedentes
La Autoridad de Aviación Civil de Filipinas (CAAP) es la autoridad de aviación civil de Filipinas. Una agencia adjunta del Departamento de Transporte (DOTr), maneja el control del tráfico aéreo para vuelos civiles hacia y desde aeropuertos en Filipinas. Administra el Centro de Gestión del Tráfico Aéreo (ATMC) en Pásay, Metro Manila, que opera instalaciones de control de tráfico aéreo para el espacio aéreo filipino. Los sistemas CNS/ATM modernizados en todo el país se conceptualizaron por primera vez a fines de la década de 1990; El desarrollo comenzó en 2010 como parte de un proyecto financiado por la Agencia Japonesa de Cooperación Internacional (JICA). El ATMC, junto con los nuevos sistemas CNS/ATM, se inauguró el 16 de enero de 2018. Las operaciones en el centro comenzaron el 26 de julio de 2019. En general, el sistema costó alrededor de ₱ 13 mil millones (US $ 264 millones), lo que requirió un préstamo de ₱ 10.8 mil millones (US $ 219 millones) de JICA.
El aeropuerto más grande de Filipinas, el Aeropuerto Internacional Ninoy Aquino (NAIA), es manejado por la Autoridad del Aeropuerto Internacional de Manila (MIAA), una corporación estatal también bajo el DOTr. La NAIA ha estado sujeta a hacinamiento, con planes de rehabilitación que se retrasaron en numerosas ocasiones hacia fines de la década de 2010. El 30 de diciembre de 2022, el gobierno anunció un plan para privatizar el aeropuerto para su modernización y rehabilitación.
Un corte de energía en la NAIA había ocurrido previamente en septiembre de 2022, afectando a 30 vuelos. En preparación para la temporada de vacaciones, la CAAP había preparado 42 aeropuertos comerciales en el país para el aumento de los viajes aéreos de pasajeros.

## Incidente
Alrededor de las 9:50 a. m. del 1 de enero de 2023 (PHT), el CAAP comenzó a experimentar problemas de energía dentro de su ATMC. Los vuelos internacionales hacia aeropuertos en Filipinas comenzaron a desviarse a aeropuertos cercanos fuera de Filipinas. Los NOTAM emitidos a las 10:51 a. m. informaron que las frecuencias de radio y los radares del aeródromo de Manila estaban inservibles. La CAAP dejó en tierra todas las aeronaves para evitar incidentes aéreos. Los problemas de energía de la ATMC habían afectado el control del tráfico aéreo para todo el país, y al mediodía, no había vuelos comerciales en el aire dentro del espacio aéreo filipino. Un ventilador de refrigeración para una de las fuentes de alimentación ininterrumpida del ATMC había fallado y una fuente de alimentación de respaldo no se inició automáticamente. Los técnicos intentaron eludir los dos sistemas UPS, pero causaron una sobretensión detectada a las 12:19 p. m. que dañó uno de los dos terminales de muy pequeña apertura (VSAT) del centro.
Cebu Pacific y Philippine Airlines citaron un corte de energía en el ATMC como la causa de la suspensión de vuelos. A la 1:54 p. m., la MIAA emitió un comunicado de prensa indicando que todos los vuelos hacia y desde Manila fueron suspendidos. Se activaron los equipos de gestión de crisis y respuesta a emergencias de la MIAA. Se proporcionaron paquetes de alimentos, bebidas y kits de socorro a los pasajeros varados dentro del aeropuerto. Se pidió a los pasajeros que esperaran más instrucciones de sus aerolíneas y que permanecieran dentro de las terminales. Poco después del mediodía, el gerente general de MIAA, Cesar Chiong, declaró que el problema de energía se solucionó y que el servicio se restablecería después de las pruebas del sistema.
El servicio a NAIA se restableció parcialmente a las 4:00 p. m. del mismo día, lo que permitió operaciones limitadas. El primer avión en aterrizar en el aeropuerto después del incidente fue el vuelo 222 de Philippine Airlines desde Brisbane, que aterrizó a las 4:55 p. m. de esa tarde. A las 5:33 p. m., alrededor de 7 horas después del inicio del incidente, NAIA hizo su primera salida después del incidente: el vuelo 930 de Cathay Pacific se dirigió a Hong Kong. El ATMC volvió a estar en pleno funcionamiento a las 7:45 p. m. después de resolver problemas de energía y equipos.

## Consecuencias

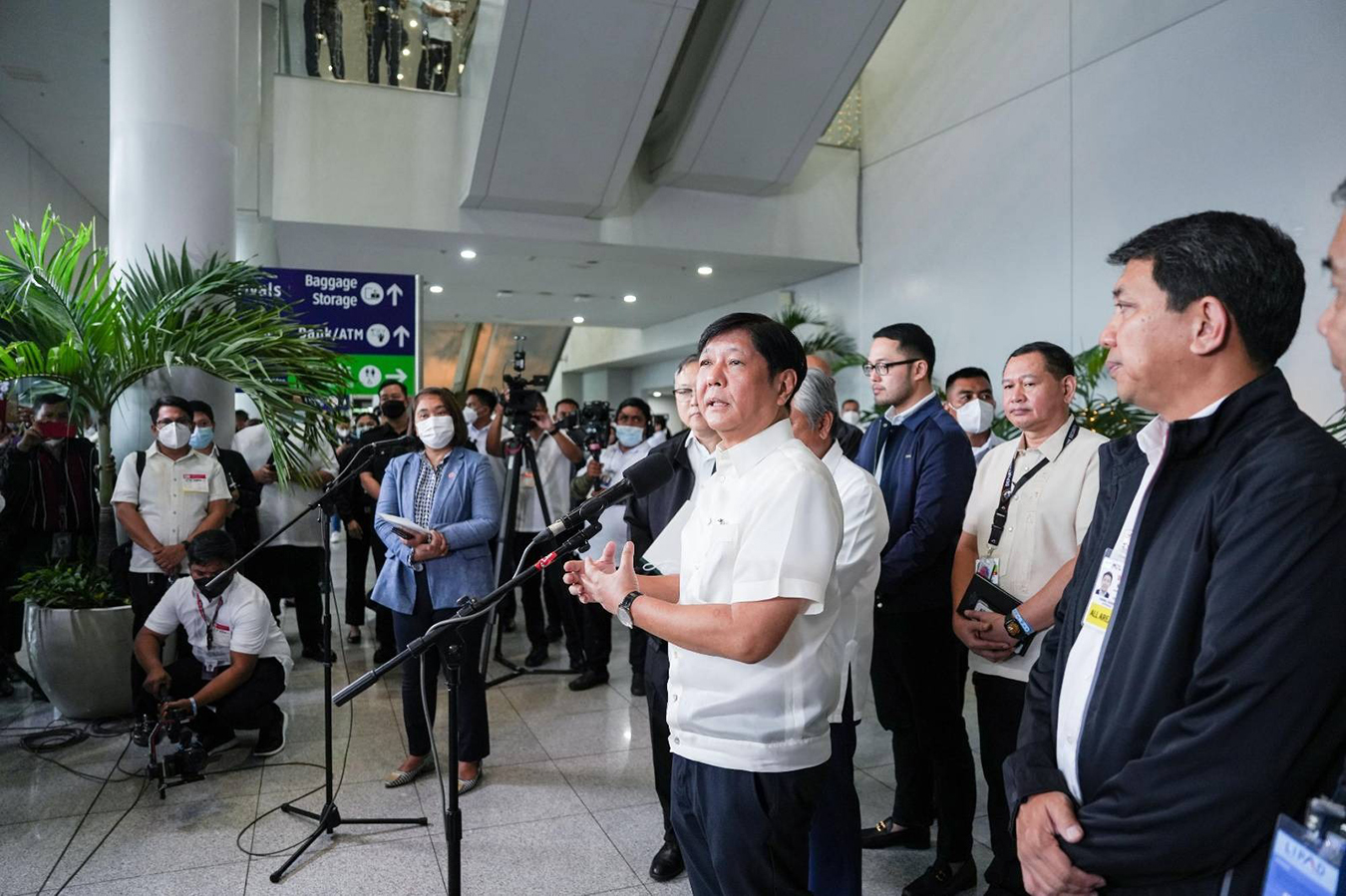
Presidente Ferdinand Marcos y Romuáldez inspecciona NAIA Terminal 3.

Para cuando el servicio se restableció parcialmente, alrededor de 282 vuelos se vieron afectados, 268 de los cuales fueron cancelados. Siete vuelos fueron desviados a otros aeropuertos, mientras que otros siete (todos vuelos nacionales) se retrasaron. Más de 56 000 pasajeros programados para llegar o salir de NAIA también se vieron afectados. En la ciudad de Dávao, alrededor de 2600 pasajeros en el Aeropuerto Internacional Francisco Bangoy se vieron afectados por el problema técnico. Alrededor de 15 vuelos en el aeropuerto fueron cancelados, con dos desviados y dos retrasados. Los vuelos también fueron cancelados en el Aeropuerto Internacional de Puerto Princesa y el Aeropuerto Internacional de Zamboanga, donde 1.378 pasajeros quedaron varados. Más de 65 000 pasajeros y en total quedaron varados en aeropuertos de todo el país.
La Junta Reguladora y de Franquicias de Transporte Terrestre (LTFRB) comenzó a coordinar con los operadores de transporte en Metro Manila y en la región de Luzón Central para proporcionar transporte gratuito desde NAIA al Aeropuerto Internacional de Clark, donde algunas aerolíneas optaron por reprogramar sus vuelos. El presidente de LTFRB, Teófilo Guadiz, declaró que la iniciativa se inició «para proteger a los pasajeros de ciertos taxis y compañías de redes de transporte que se están aprovechando de la situación al aumentar sus precios de aumento». Para compensar los retrasos, los funcionarios del aeropuerto mantendrán las pistas de la NAIA abiertas las 24 horas del día, los 7 días de la semana, durante tres días. Los funcionarios solicitaron que los aviones usen aviones de fuselaje más ancho para acomodar a más pasajeros y programar más vuelos. Los funcionarios esperaban una recuperación completa en 72 horas.
Una sonda conjunta de la MIAA y la compañía eléctrica Meralco de Metro Manila identificó la subestación eléctrica de la Terminal 3 de NAIA como la causa de los problemas de energía. Algunos equipos necesitaron reemplazo después de sufrir daños por sobretensión. La CAAP admitió después del incidente que su equipo estaba desactualizado, y que un sistema modernizado de gestión del tráfico aéreo ya había sido propuesto al gobierno nacional antes del incidente.
La senadora Grace Poe pidió planes de contingencia y asistencia después del incidente. En un discurso de privilegio en diciembre de 2022, Poe había pedido el avance de un proyecto de rehabilitación del DOTr para la NAIA. El presidente de PLDT, Manuel V. Pangilinan, fue uno de los pasajeros afectados, cuyo avión regresó al aeropuerto de Haneda en pleno vuelo. En un tuit, Pangilinan ofreció colocación y equipo adicional para ayudar a la CAAP después del incidente.